# António Ladislau Monteiro Baena
António Ladislau Monteiro Baena (Lisboa, 1782 - 1850), militar, geógrafo e historiador português.
Chegou ao Pará, no Brasil, em 1803. Serviu em Belém do Pará, com a patente de Segundo Tenente, a qual perdeu por abraçar com entusiasmo a causa da Independência da Província. Detido, na prisão escreveu sobre a Corografia e História da região.
No Exército Brasileiro, atingiu o posto de Major do Corpo de Artilharia, tendo atuado na repressão à Cabanagem.
É autor do Compêndio das Eras da Província do Pará (1615-1823) (1788) e do Ensaio Corográfico sobre a Província do Pará (1839), obras fundamentais para o conhecimento das origens amazônicas. Para esse fim, recorreu como fontes aos arquivos paroquiais, cartórios e Câmaras Municipais, apresentando dados geográficos físicos, de flora e de fauna,  demográficos, econômicos e de administração pública (civil e judiciária) da Província.